# Anton Engdahl
Viktor Anton Elias Engdahl, även känd som Danshövding, född 4 juli 1994 i Lummelunda församling, Gotlands län är en svensk musikproducent, låtskrivare och musiker. Han har skrivit och producerat musik till artister som Hanna Ferm, Rhys, The Mamas, Felicia Takman, Nadja Evelina, Junior Brielle, Lova och Jung och är sedan 2019 signad till förlaget RMV Publishing. År 2021 tilldelades han Skaps producentpris och nominerades för Musikförläggarnas pris i kategorin Årets genombrott. Anton fick sin formella utbildning på Linnéuniversitetets musikproduktionsprogram. Han är multiinstrumentalist och spelar trummor, slagverk, gitarr, bas och klaviatur på egna och andras produktioner. 

## Diskografi
| Låttitel                                      | År   | Artist                      |
| --------------------------------------------- | ---- | --------------------------- |
| Finast utan filter                            | 2017 | Nadja Evelina               |
| Aldrig lugnt                                  | 2017 | Nadja Evelina               |
| Ni två                                        | 2017 | Nadja Evelina               |
| Har du glömt mig än                           | 2017 | Nadja Evelina               |
| Säg till                                      | 2018 | Nadja Evelina               |
| Kvart över två                                | 2018 | Nadja Evelina               |
| Fastnat för dig                               | 2018 | Nadja Evelina               |
| Du                                            | 2019 | Nadja Evelina               |
| Beach House                                   | 2019 | Nadja Evelina               |
| Rymmer                                        | 2019 | Nadja Evelina               |
| 1177                                          | 2019 | Nadja Evelina               |
| Lägenheten                                    | 2019 | Nadja Evelina               |
| Stämpeln på min hand                          | 2019 | Nadja Evelina               |
| Öppna ögon                                    | 2019 | Nadja Evelina               |
| Min stad                                      | 2019 | Nadja Evelina               |
| Dina kuddar                                   | 2020 | ALM                         |
| Where do we go                                | 2020 | Sval                        |
| Livet är underbart                            | 2020 | Junior Brielle              |
| Best I've had                                 | 2020 | Kadiatou                    |
| Hatar att förlora                             | 2020 | Felicia Takman              |
| Dunka dumma hjärta dunka                      | 2020 | Felicia Takman              |
| Ditt problem                                  | 2020 | Felicia Takman              |
| Hade lätt kunnat nöja mig med dig             | 2020 | Felicia Takman              |
| I won't make a wish at all                    | 2020 | The Mamas, Ash Haynes       |
| Två                                           | 2021 | Sylve                       |
| Dance for the hell of it                      | 2021 | Lova                        |
| Jättefina ord                                 | 2021 | Donika Nimani               |
| Smuts                                         | 2021 | Donika Nimani               |
| Slipp då                                      | 2021 | Donika Nimani               |
| Våra låtar                                    | 2021 | Donika Nimani               |
| Everyday                                      | 2021 | Donika Nimani               |
| För sent                                      | 2021 | Donika Nimani               |
| The game                                      | 2021 | Dopha                       |
| 3 years                                       | 2021 | Dopha                       |
| Mess me up                                    | 2021 | Johnning                    |
| Bother me                                     | 2021 | Johnning                    |
| 100 gånger till                               | 2021 | Sebastian Walldén           |
| Störst i världen                              | 2021 | Nadja Evelina               |
| Piller                                        | 2021 | Nadja Evelina               |
| Vi forever                                    | 2021 | Nadja Evelina               |
| Nånting måste hända                           | 2021 | Nadja Evelina               |
| Clara                                         | 2021 | Nadja Evelina               |
| Lovar!                                        | 2021 | Nadja Evelina               |
| Du och jag                                    | 2021 | Nadja Evelina               |
| Små                                           | 2021 | Nadja Evelina               |
| Tack och förlåt                               | 2021 | Julia Lov, Hampus Nennesson |
| Fråga snällt                                  | 2021 | Felicia Takman              |
| Nåt dumt                                      | 2021 | Felicia Takman              |
| Lagom, vanlig och lame                        | 2021 | Felicia Takman              |
| Bara lite känslor                             | 2021 | Felicia Takman              |
| Stoppa tiden                                  | 2021 | Felicia Takman              |
| Alla gör slut                                 | 2021 | Felicia Takman              |
| Rulla eftertexten                             | 2021 | Felicia Takman              |
| Flyg fula fluga flyg                          | 2021 | Hanna Ferm                  |
| Drömmare                                      | 2021 | Thomas Stenström            |
| Didn't know shit                              | 2021 | Lova, JC Stewart, Kina      |
| Aska                                          | 2022 | Newkid                      |
| Håller in håller ut                           | 2022 | Hanna Ferm                  |
| Cause in the end you know that everybody dies | 2022 | Jung, Lova                  |
| Butterflies                                   | 2022 | Rhys                        |